# Conor Coady
Conor David Coady (St Helens, 1993. február 25. –) angol válogatott labdarúgó, a Wrexham játékosa.

## Pályafutása

### Klubcsapatokban

#### Liverpool
A Liverpool saját nevelésű játékosaként lent profi labdarúgó. A 2010–11-es szezonban kétszer a kispadon kapott lehetőséget, de egyszer sem lépett pályára. 2012. november 8-án mutatkozott be a felnőttek között az Európa-ligában az Anzsi Mahacskala elleni 1–0-ra elvesztett csoportmérkőzésen, kezdőként 61 percet töltött a pályán. 2013. május 12-én mutatkozott be a bajnokságban a Fulham ellen a 89. percben Philippe Coutinho cseréjeként.

#### Sheffield United
2013. július 22-én megállapodott a klub a harmadosztályban szereplő Sheffield United csapatával egy hat hónapos kölcsönszerződésről. Augusztus 2-án a Notts County ellen mutatkozott be. Három nappal később kezdőként lépett pályára a Burton Albion elleni ligakupa mérkőzésen. November 30-án első bajnoki gólját szerezte meg a Leyton Orient ellen 1–1-s döntetlennel záruló találkozón. Rendszeresen játéklehetőséget kapott és jó teljesítményének köszönhetően meghosszabbították a szezon végéig a kölcsönszerződését. 50 tétmérkőzésen lépett pályára és ezeken a találkozókon 6 gólt jegyzett.

#### Huddersfield Town
2014. augusztus 6-án a Huddersfield Town hároméves szerződést ajánlott neki, amit elfogadott. Augusztus 9-én a Bournemouth ellen mutatkozott be másodosztályban. Október 1-jén a Wolverhampton Wanderers otthonában 3–1-re megnyert bajnoki találkozón megszerezte első gólját új klubjában. December 26-án második gólját is feljegyezte a Rotherham United elleni 2–2-s döntetlen alkalmával.

#### Wolverhampton Wanderers
2015. július 3-án hároméves szerződést kötött a Wolverhampton Wanderers csapatával, nem nyilvános átigazolási összegért. 2016. augusztus 9-én szerezte meg első gólját a ligakupában a Crawley Town ellen. A 2017–18-as szezont Nuno Espírito Santo vezetőedzővel kezdték meg és csapatkapitánnyá nevezte ki. A szezon végén bajnokként feljutottak és továbbra is ő maradt a kapitány. 2017 szeptemberében új négyéves szerződés hosszabbítást írt alá. 2018. április 21-én 120. alkalommal lépett a klubban pályára bajnoki mérkőzéseken a Bolton Wanderers ellen és szerezte meg első gólját. 2019. február 15-én 2023-ig hosszabbított.
A 2018–19-es és a 2019–20-as szezonban is csapata egyik legjobb játékosa volt. A 2019–20-as szezonban az Európa-liga nyolcaddöntőjéig jutottak és bekerült a szezon csapatába. 2020. szeptember 30-án ismét meghosszabbították a klubbal a szerződését, ezúttal 2025 nyaráig. 2021. március 2-án első Premier League gólját szerezte meg a Manchester City ellen 4–1-re elvesztett mérkőzésen.

#### Everton
2022. augusztus 8-án egy szezonra szóló kölcsönszerződést kötött az Everton csapatával, kivásárlási opcióval.

#### Leicester City
2023. július 1-jén hároméves szerződést írt alá a Leicester City csapatával.

#### Wrexham
2025. augusztus 1-jén kétéves szerződést kötött a Wrexhammal.

### A válogatottban
Többszörös korosztályos válogatott. Részt vett a 2010-es U17-es labdarúgó-Európa-bajnokságon, amit megnyertek és ő volt a csapatkapitány. A 2012-es U19-es labdarúgó-Európa-bajnokságon és a 2013-as U20-as labdarúgó-világbajnokságon is tagja volt a válogatottnak. Irak ellen gólt szerzett.
2020 augusztusában Gareth Southgate behívta a felnőtt válogatottba Izland és a Dánia elleni UEFA Nemzetek Ligája mérkőzésekre és utóbbin mutatkozott be, amivel 1990 óta ő lett az első válogatott játékosa a Wolves csapatának. Október 8-án második válogatott mérkőzésén első gólját szerezte meg Wales ellen. 2021. június 1-jén bekerült a 2020-as labdarúgó-Európa-bajnokságra utazó 26 fős keretbe.

## Statisztika

### Klub
2021. május 23-án frissítve.
| Klub                    | Szezon   | Bajnokság      | Bajnokság | Bajnokság | Kupa  | Kupa  | Ligakupa | Ligakupa | Egyéb | Egyéb | Összesen | Összesen |
| Klub                    | Szezon   | Osztály        | Mérk.     | Gólok     | Mérk. | Gólok | Mérk.    | Gólok    | Mérk. | Gólok | Mérk.    | Gólok    |
| ----------------------- | -------- | -------------- | --------- | --------- | ----- | ----- | -------- | -------- | ----- | ----- | -------- | -------- |
| Liverpool               | 2010–11  | Premier League | 0         | 0         | 0     | 0     | 0        | 0        | 0     | 0     | 0        | 0        |
| Liverpool               | 2011–12  | Premier League | 0         | 0         | 0     | 0     | 0        | 0        | 0     | 0     | 0        | 0        |
| Liverpool               | 2012–13  | Premier League | 1         | 0         | 0     | 0     | 0        | 0        | 1     | 0     | 2        | 0        |
| Liverpool               | Összesen | Összesen       | 1         | 0         | 0     | 0     | 0        | 0        | 1     | 0     | 2        | 0        |
| Sheffield United        | 2013–14  | League One     | 39        | 5         | 8     | 1     | 1        | 0        | 2     | 0     | 50       | 6        |
| Huddersfield Town       | 2014–15  | Championship   | 45        | 3         | 1     | 0     | 2        | 0        | —     | —     | 48       | 3        |
| Wolverhampton Wanderers | 2015–16  | Championship   | 37        | 0         | 1     | 0     | 1        | 0        | —     | —     | 39       | 0        |
| Wolverhampton Wanderers | 2016–17  | Championship   | 40        | 0         | 2     | 0     | 3        | 1        | —     | —     | 45       | 1        |
| Wolverhampton Wanderers | 2017–18  | Championship   | 45        | 1         | 1     | 0     | 2        | 0        | —     | —     | 48       | 1        |
| Wolverhampton Wanderers | 2018–19  | Premier League | 38        | 0         | 6     | 0     | 2        | 0        | —     | —     | 46       | 0        |
| Wolverhampton Wanderers | 2019–20  | Premier League | 38        | 0         | 2     | 0     | 0        | 0        | 17    | 0     | 57       | 0        |
| Wolverhampton Wanderers | 2020–21  | Premier League | 37        | 1         | 2     | 0     | 1        | 0        | —     | —     | 40       | 1        |
| Wolverhampton Wanderers | Összesen | Összesen       | 235       | 2         | 14    | 0     | 9        | 1        | 17    | 0     | 275      | 3        |
| Összesen                | Összesen | Összesen       | 320       | 10        | 23    | 1     | 12       | 1        | 20    | 0     | 375      | 12       |

1. ↑  Egy pályára lépes az Európa-ligában.
2. ↑  Két pályára lépes a Football League Trophyban.
3. ↑  Hat pályára lépes az Európa-liga selejtezőjében és tizenegy pályára lépes az Európa-ligában.

### A válogatottban
2021. június 2-án frissítve.
| Nemzet   | Év       | Mérkőzés | Gól |
| -------- | -------- | -------- | --- |
| Anglia   | 2020     | 3        | 1   |
| Anglia   | 2021     | 2        | 0   |
| Összesen | Összesen | 5        | 1   |

### Góljai a válogatottban
2020. október 8-án lett frissítve.
| # | Dátum            | Helyszín                        | Ellenfél | Gól | Eredmény | Verseny             |
| - | ---------------- | ------------------------------- | -------- | --- | -------- | ------------------- |
| 1 | 2020. október 8. | Wembley Stadion, London, Anglia | Wales    | 2–0 | 3–0      | Barátságos mérkőzés |

## Sikerei, díjai

### Klub
- Wolverhampton Wanderers
  - EFL Championship: 2017–18

- Leicester City
  - EFL Championship: 2024–25

### Válogatott
- Anglia U17
  - U17-es labdarúgó-Európa-bajnokság: 2010[33]

### Egyéni
- Az U17-es labdarúgó-Európa-bajnokság – A torna csapatának tagja: 2010[40]
- Az EFL Championship – Szezon csapatának tagja: 2017–18[41]
- Az Európa-liga – Szezon csapatának tagja: 2019–20[42]